# Lucas 19

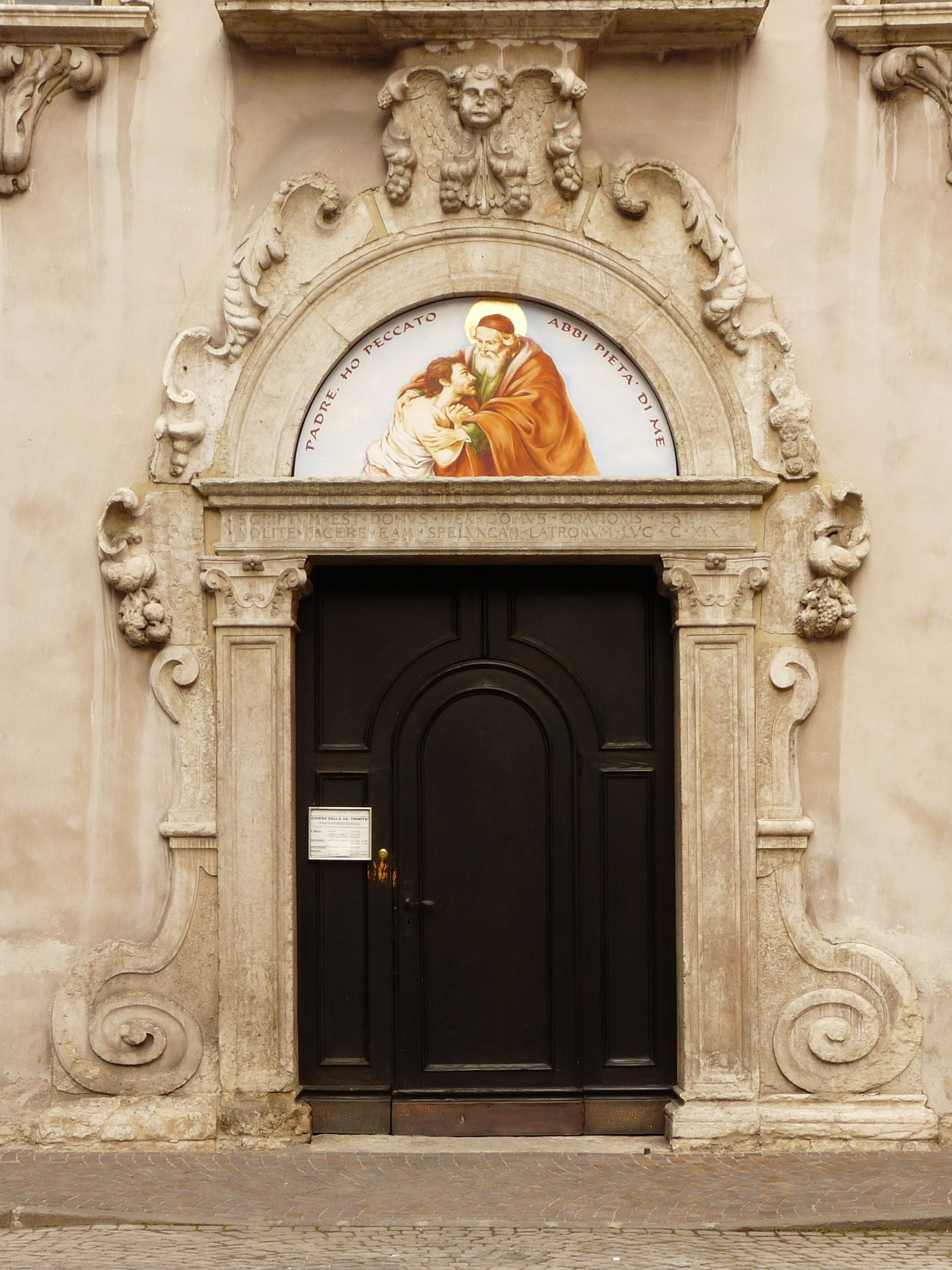
La inscripción de Lucas 19:46 en latín en el arquitrabe del portal de la iglesia de Santa Trinidad en Trento, Italia.

Lucas 19 es el decimonoveno capítulo del Evangelio de Lucas del Nuevo Testamento de la Biblia cristiana. En él se recoge la llegada de Jesús a Jericó y su encuentro con Zaqueo, las parábolas de las minas y la llegada de Jesús a Jerusalén. El libro que contiene este capítulo es anónimo, pero la tradición cristiana primitiva afirmó uniformemente que Lucas el Evangelista compuso este Evangelio así como los Hechos de los Apóstoles.

## Texto
.

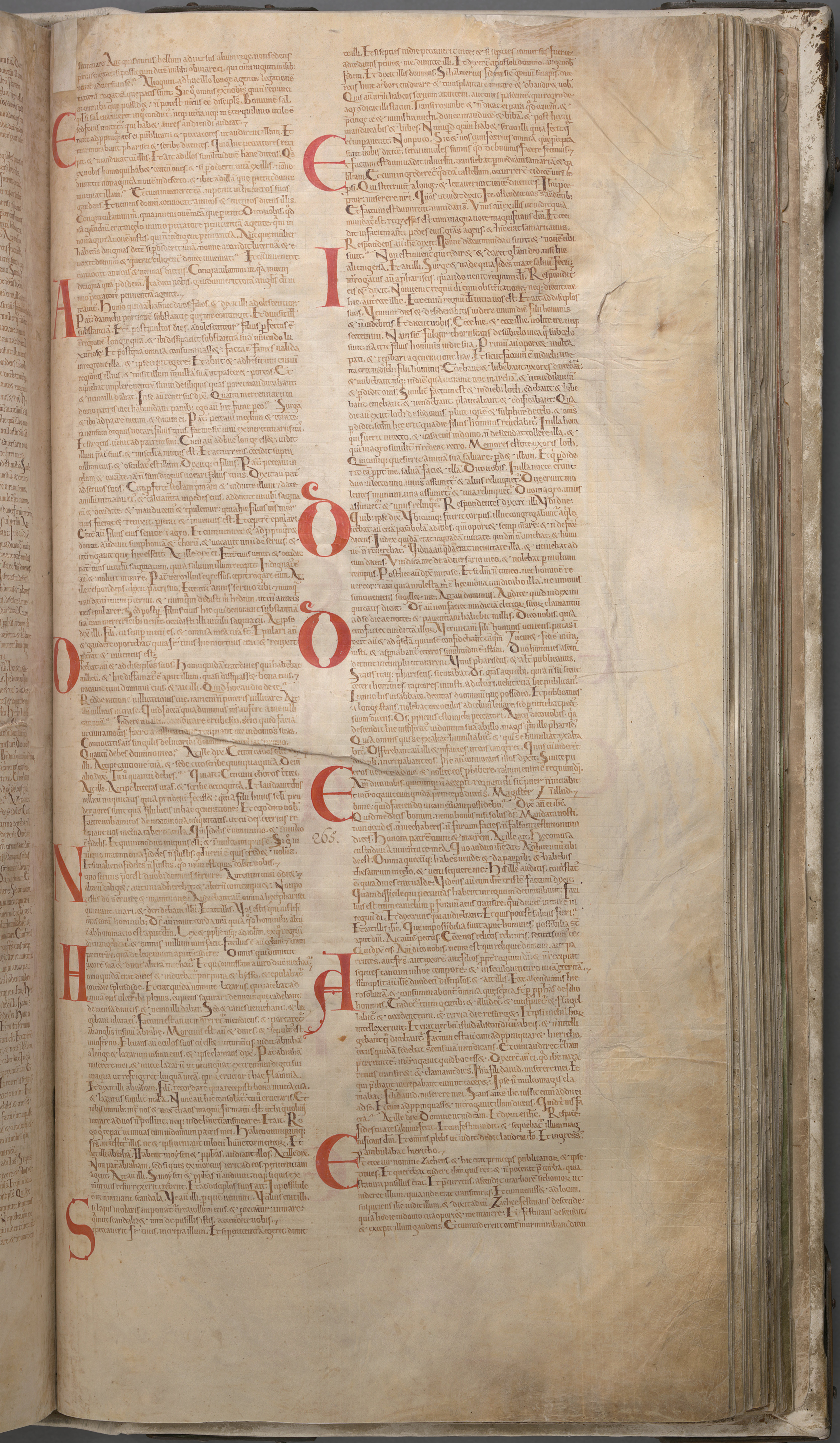
El texto latino de Lucas 14:30-19:7 en el Codex Gigas

El texto original estaba escrito en griego koiné. Algunos manuscritos tempranos que contienen el texto de este capítulo son:
- Papiro 75 (175-225 d. C.)
- Codex Vaticanus (325-350)
- Codex Sinaiticus (330-360)
- Codex Bezae (~400)
- Codex Washingtonianus (~400)
- Codex Alexandrinus (400-440)
- Codex Ephraemi Rescriptus (~450; existen los Versículos 42-48)

Este capítulo está dividido en 48 Versículos.

## Jesús llega a casa de Zaqueo (19:1-10)

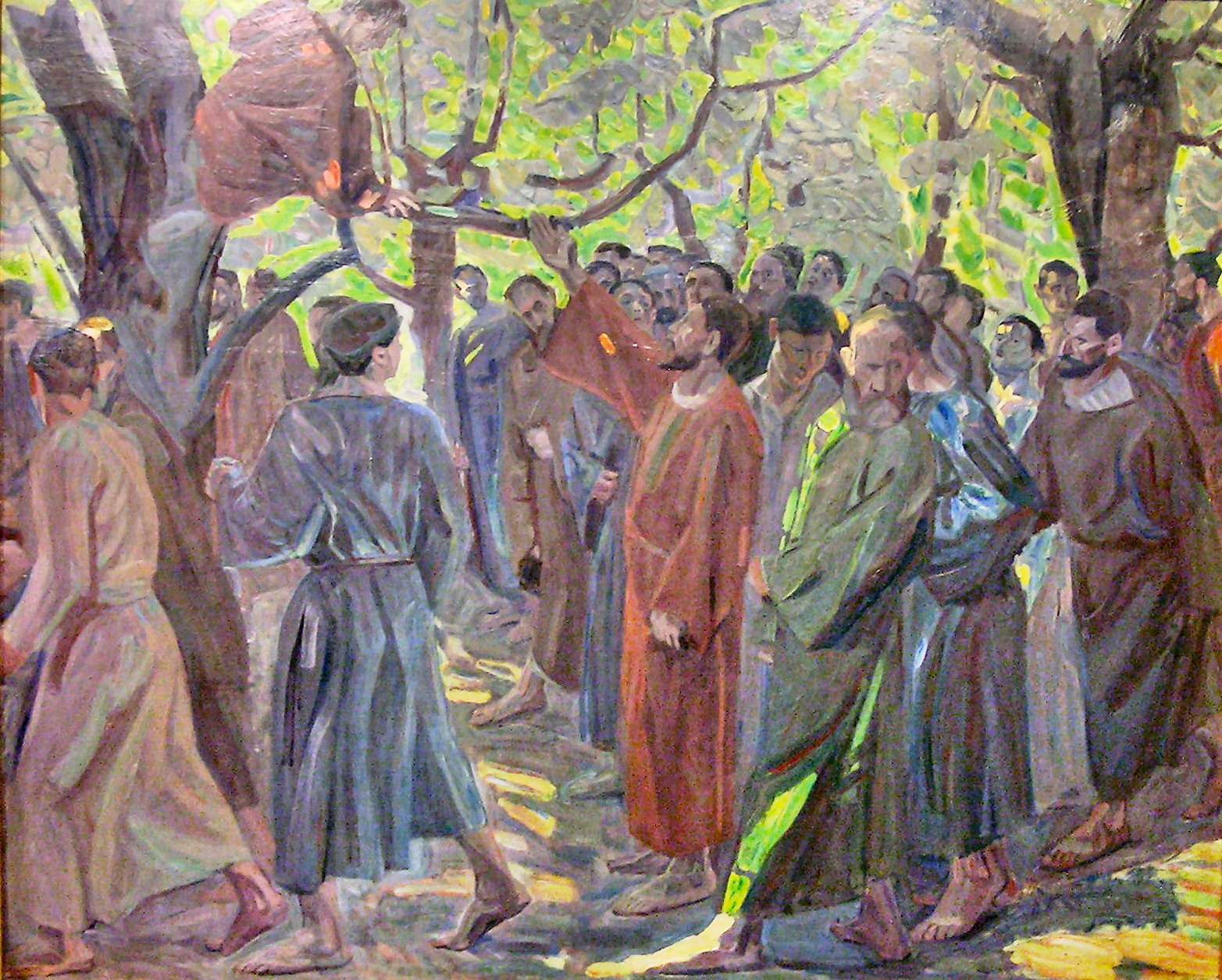
Zaqueo por Niels Larsen Stevns. Jesús llama a Zaqueo para que baje del sicómoro

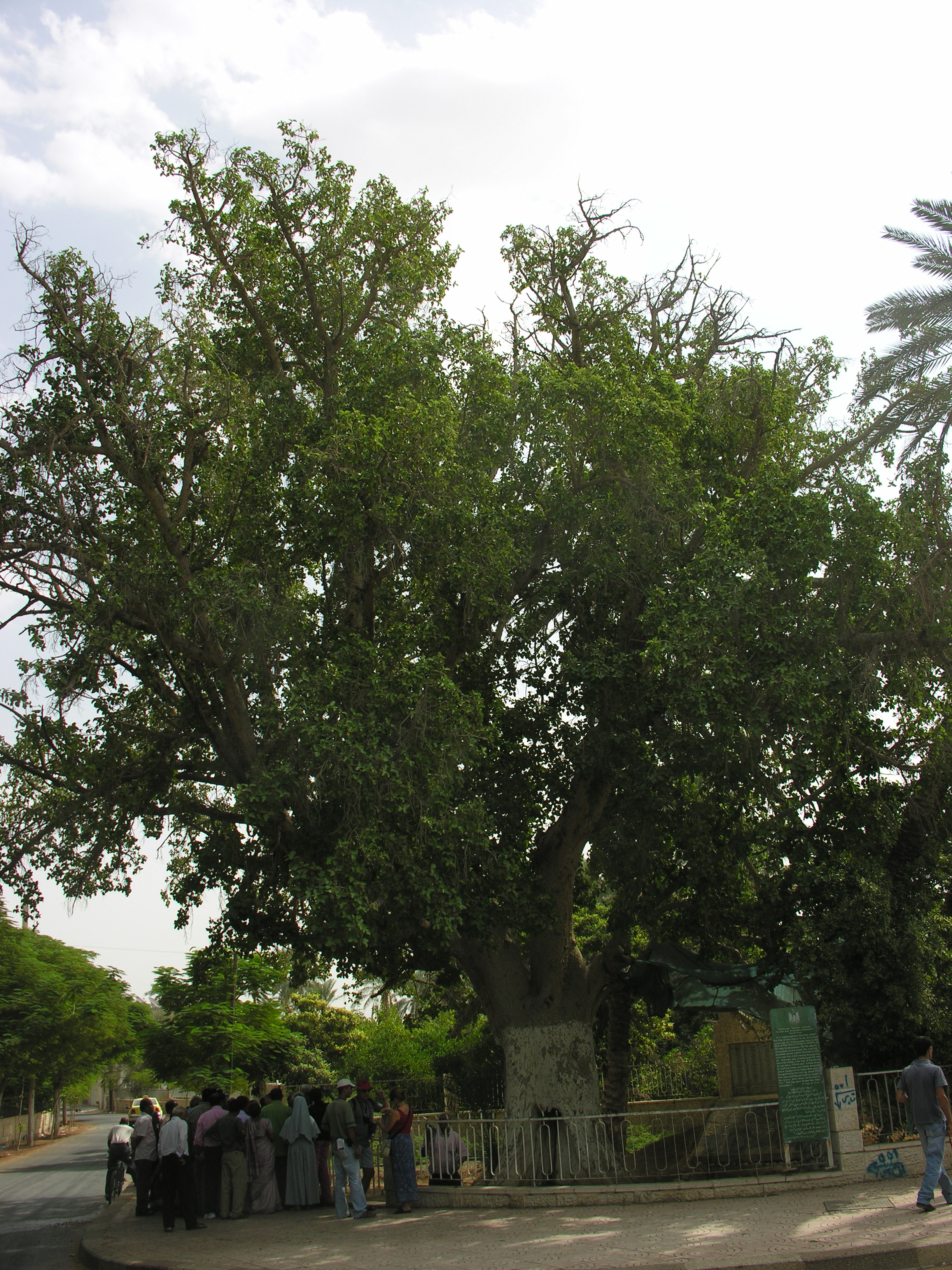
El sicómoro de Zaqueo en Jericó